# Соловьёв, Евгений Борисович
Евгений Борисович Соловьёв (род. 10 ноября 1948, Галич, Костромская область, РСФСР, СССР) — советский и российский деятель органов внутренних дел. Заместитель директора Федеральной службы безопасности Российской Федерации с апреля 1999 по 3 апреля 2001. Заместитель министра внутренних дел Российской Федерации с 3 апреля 2001 по 28 февраля 2005. Генерал-полковник. Генерал-полковник милиции (2003).

## Биография
Родился 10 ноября 1948 в городе Галич Костромской области. Окончил галичскую 10-летнюю школу № 4 в 1966. С 1966 по 1968 служил в рядах Советской армии.
В 1971 поступил, а в 1975 окончил Саратовский юридический институт имени Д. И. Курского по специальности «правоведение». В том же году поступил на службу в органы государственной безопасности. 
Работал в следственных и кадровых подразделениях КГБ СССР. До прихода в центральный аппарат ФСБ занимал руководящие посты в УФСБ по Санкт-Петербургу и области. Возглавлял управление кадров ФСБ России.
С апреля 1999 по 3 апреля 2001 — заместитель директора Федеральной службы безопасности Российской Федерации, руководитель департамента организационно-кадровой работы. 
С 3 апреля 2001 по 28 февраля 2005 —  заместитель министра внутренних дел Российской Федерации, курировал кадровые и образовательные вопросы.
Указом Президента Российской Федерации в 2003 году присвоено специальное звание «генерал-полковник милиции».
Член президиума центрального совета общества «Динамо». Академик, профессор Академии проблем безопасности, обороны и правопорядка (ликвидирована в 2009 по решению суда).
После отставки занялся предпринимательской деятельностью. С 2005 по 2007 — заместитель генерального директора ОАО «Русский алюминий» по защите ресурсов, курировал вопросы, касающиеся обеспечения экономической безопасности деятельности компании. С мая 2007 по март 2010 — заместитель генерального директора — директора по защите ресурсов ООО «РАИНКО». С 11 марта 2010 — заместитель генерального директора ОСАО «Ингосстрах».

## Награды
- Лауреат премии имени Ю. В. Андропова (с вручением золотой медали) — за выдающийся вклад в обеспечение безопасности Российской Федерации (2003)